# Husky Alemão
Husky Alemão é uma raça canina originária do cruzamento do Husky siberiano com o Pastor alemão.